# خط صدغي
الخط الصدغي (بالإنجليزية: Temporal line)‏

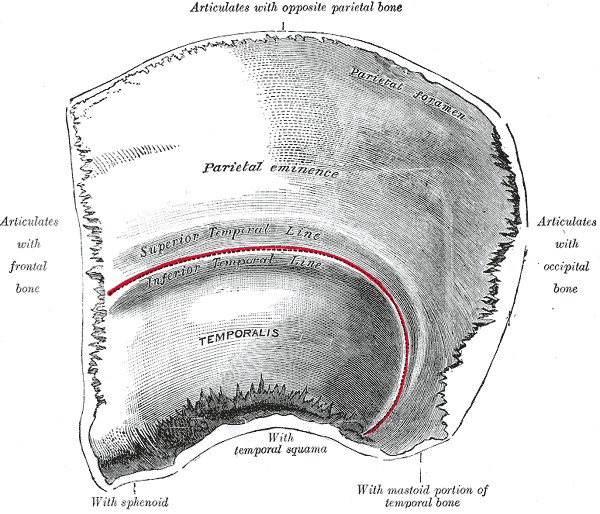
صورة للعظم الصدغي من الخارج توضح مكان الخطين الصدغيين العلوي والسفلي في جمجمة الإنسان، اضغط على الصورة
للتكبيرها

الخطان الصدغيان والعضلة الصدغية

العبور منتصف عظم الجداري في اتجاه منحني نوعان من الخطوط المنحنية، الخط الصدغي العلوي والخط الصدغي السفلي.
- الخط الصدغي العلوي يكون مرتكزاً للفافة الصدغية،
- الخط الصدغي السفلي يكوّن النهاية العلوية لمنشأ العضلة الصدغية (وهي من العضلات الماضغة).